# Saint-Étienne-de-Tulmont
Saint-Étienne-de-Tulmont ist eine französische Gemeinde mit 4.050 Einwohnern (Stand 1. Januar 2022) im Département Tarn-et-Garonne in der Region Okzitanien. Saint-Étienne-de-Tulmont ist Teil des Kantons Aveyron-Lère und liegt im Arrondissement Montauban. Die Einwohner werden Stephanois genannt.

## Geografie
Saint-Étienne-de-Tulmont liegt etwa neun Kilometer nordöstlich des Ortszentrums von Montauban in der Ebene zwischen den kleineren Flüssen Brive und Tauge, die in den Aveyron entwässern. Umgeben wird Saint-Étienne-de-Tulmont von den Nachbargemeinden Albias im Norden, Nègrepelisse im Osten und Nordosten, Vaïssac im Südosten, Génébrières im Süden, Léojac im Süden und Südwesten sowie Montauban im Westen und Südwesten.

## Geschichte
Die Gegend war dicht bewaldet. Der Forêt de Tulmonenc erstreckte sich bis zum Aveyron. 1150 wurde der Ort von den Herren von Bruniquel gegründet. 
| Einwohner                                                  | 827 | 971 | 1.293 | 1.800 | 2.210 | 2.556 | 3.138 | 3.645 |
| Ab 1962 offizielle Zahlen ohne Einwohner mit Zweitwohnsitz |     |     |       |       |       |       |       |       |

## Sehenswürdigkeiten
- Schloss Pousiniès aus dem 18. Jahrhundert
- protestantische Kirche aus dem Jahre 1836
- katholische Kirche, 1873 wieder errichtet (1883 geweiht)
- Rathaus, 1864 erbaut
- Waschhaus (Lavoir)